# ニョオウインコ

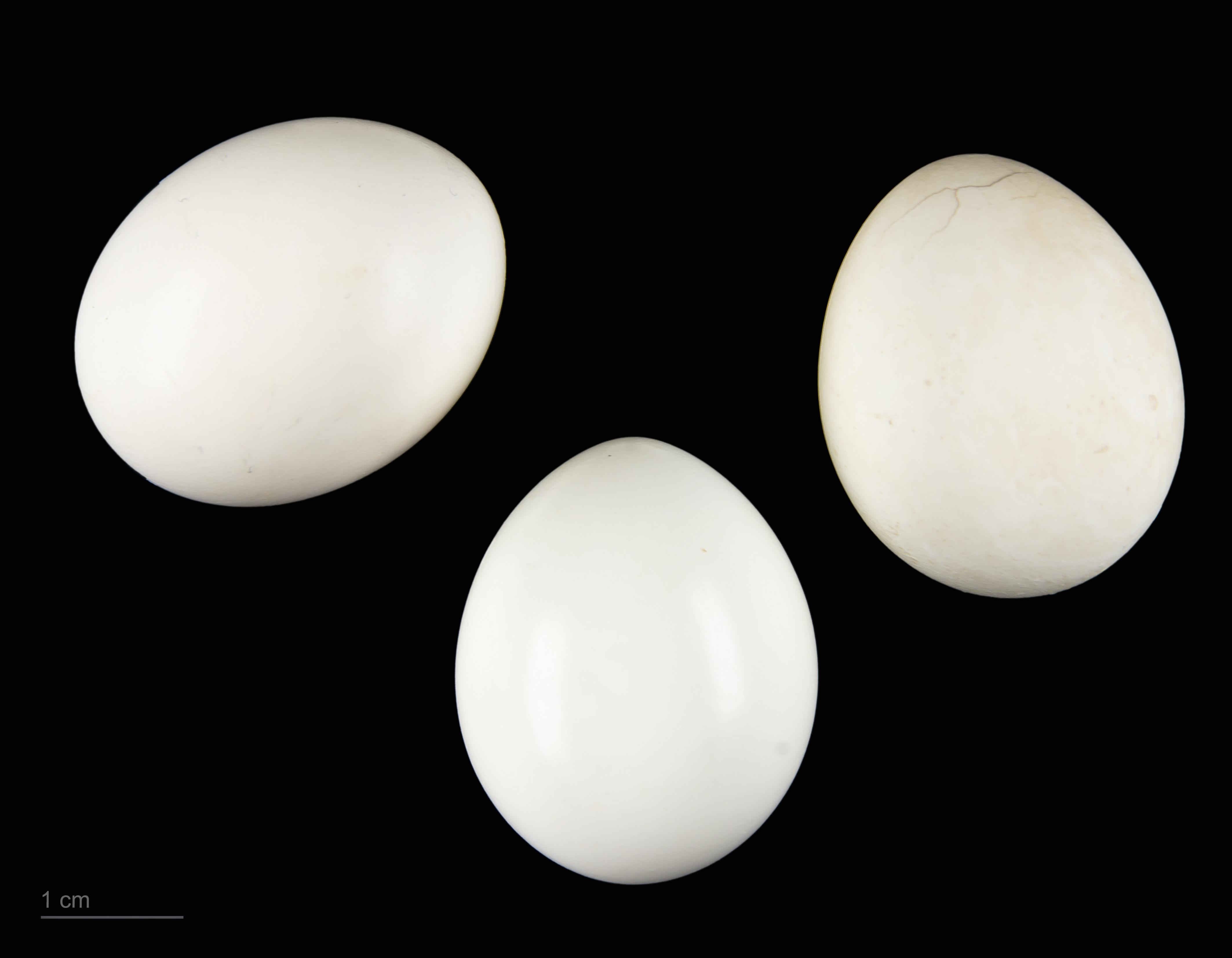
Guaruba guarouba

ニョオウインコ(Guaruba guarouba)は、鳥綱インコ目Psittacidae科Guaruba属に分類される鳥類。本種のみでGuaruba属を構成する。

## 分布
ブラジル（パラー州北東部＜シングー川とトカンティンス川に挟まれた地域＞、マラニョン州北部）。マットグロッソ州では1991年に確認されたが、2007年にも確認例がある。1989年にロンドニア州で確認された記録がある。

## 形態
全長34センチメートル。全身は黄色い。翼は暗緑色。
眼の周囲が羽毛が無く、白い皮膚が裸出する。虹彩は橙褐色。嘴や後肢の色彩はピンクがかった淡褐色。

## 分類
以前はAratinga属に分類されていた。

## 生態
主に丘陵地にある熱帯雨林に生息する。季節によって浸水林や河畔林を放浪する。非繁殖期には夜間になると樹洞で休む。3 - 30羽からなる群れを形成し生活する。
蕾や花、果実などを食べる。
繁殖様式は卵生。12月から翌4月に、河畔林の孤樹や原生林の周辺にある地表から高さ15 - 30mの高さにある木の樹洞に、2 - 4個の卵を産む。1つの巣に複数のメスが計9個の卵を産んだ例もある。飼育下での抱卵期間は約30日。群れで育雛を行い、飼育下では3羽ずつの雌雄で育雛した例がある。

## 人間との関係
トウモロコシやマンゴーなどを食害する害鳥とみなされることもある。
道路建設や森林伐採による生息地の破壊、害鳥としての駆除、食用やペット用・スポーツハンティングなどによる狩猟・採取などにより生息数は減少している。2016年現在は従来考えられていたよりも生息数が多いと推定され、ペット用の密猟・密輸も行われており依然として脅威ではあるものの主要な減少要因であるとはみなされていない。1975年のワシントン条約発効時からワシントン条約附属書Iに掲載されている。